# Constante de liaison
Cet article court présente un sujet plus développé dans : Constante de dissociation.
La constante de liaison est une constante d'équilibre inverse de la constante de dissociation. Appliquée par exemple à l'équilibre chimique résultant de la formation d'un complexe LR à partir d'un ligand L et d'un récepteur R, qu'on peut écrire L + R  {\displaystyle \rightleftharpoons }  complexe LR, la constante de liaison vaut Ka = [LR]/[L][R], où [LR], [L] et [R] représentent les concentrations molaires des différentes espèces chimiques considérées.
C'est une grandeur couramment utilisée en biochimie,.